# Americhernes mahnerti
Americhernes mahnerti är en spindeldjursart som beskrevs av Harvey 1990. Americhernes mahnerti ingår i släktet Americhernes och familjen blindklokrypare. Inga underarter finns listade i Catalogue of Life.